# William S. Burroughs

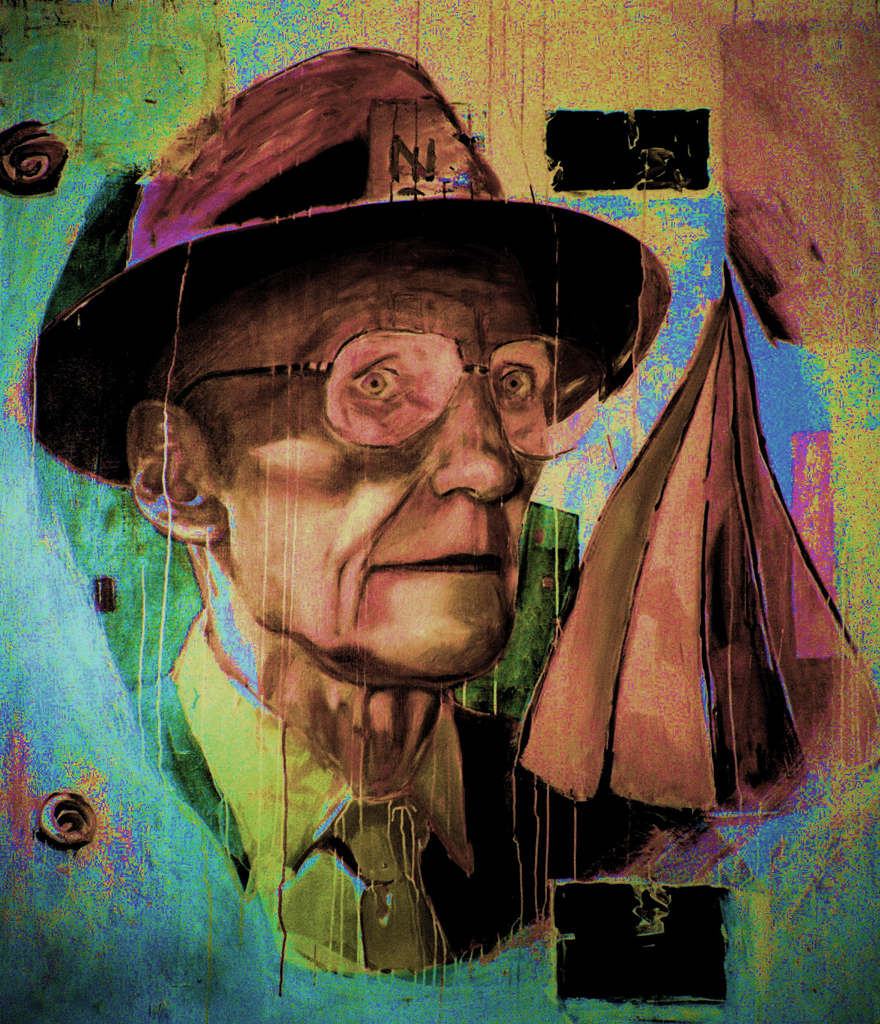

William Seward Burroughs, cunoscut și sub pseudonimul William Lee, (n. 5 februarie 1914, Saint Louis, Missouri, SUA – d. 2 august 1997, Lawrence⁠(d), Kansas, SUA) a fost un romancier, nuvelist, eseist și orator american. Burroughs a fost una dintre figurile importante care au reprezentat generația Beat și un autor postmodernist care a influențat cultura populară cât și literatura.
El este considerat unul dintre cei mai tranșanți oameni politici ai vremii respective și cel mai inovator artist al secolului 20. Burroughs a scris 18 romane și nuvele, șase colecții de povestiri scurte și patru colecții de eseuri. Cinci cărți conținând interviuri și corespondențe sunt publicate. Burroughs a colaborat de asemenea în proiecte și înregistrări cu numeroși muzicieni și interpreți având de asemenea și multe apariții în filme.
Se naște într-o familie înstărită în St. Louis, Missouri, fiind nepotul fondatorului Burroughs Corporation, William Seward Burroughs. Burroughs începe să scrie eseuri și jurnale încă din fragedă adolescență. Pleacă de acasă în 1932 și este admis la Harvard University unde studiază limba engleză și antropologie dar după ce este respins de biroul de recrutare în armată în timpul celui de-al doilea război mondial își petrece următorii douăzeci de ani practicând o mulțime de slujbe diversificate.
În anul 1943 în timp ce locuia în New York, se împrietenește cu Allen Ginsberg și Jack Kerouac fondatorii principali a ceea ce avea să ajungă la vremea acea generația Beat, împreună cu aceștia implicându-se în consumul excesiv și dependența de droguri care îl afectează pentru tot restul vieții. Multe din operele lui Burroughs sunt semi-autobiografice inspirate din experiențele cu dependența de heroină în timp ce a trăit succesiv în Mexico City, Londra, Paris, Berlin și Tanger în Maroc. Are succes cu primul lui roman autobiografic Junkie (1953), Burroughs este probabil cel mai cunoscut însă pentru romanul Prânzul dezgolit (Naked Lunch 1959) o operă încărcată de controverse și care a fost supusă unui proces penal de lungă durată. Împreună cu Brion Gysin face cunoscută și promovează tehnica literară cut-up pe care o folosește în The Nova Trilogy (1961-64). În anul 1983 Burroughs este ales membru la American Academy and Institute of Arts and Letters, iar în anul 1984 i s-a acordat premiul Ordre des Arts et des Lettres în Franța.
Burroughs a avut un copil, William Seward Burroughs al III-lea în 1947 cu a doua soție Joan Vollmer, care moare în 1951 în Mexico City după omorul din culpă al lui Burroughs un eveniment care a marcat fiecare din scrierile lui. Burroughs moare în casa sa în Lawrence, Kansas din cauza unui atac de inimă în 1997.

## Viață timpurie și educație
William S. Burroughs se naște în anul 1914, fiind cel mai tânăr dintre cei doi fii a lui Mortimer Perry Burroughs (n. 16 iunie – d. 5 ianuarie 1965) și Laura Hammon Lee (n. 5 august 1888 – d. 20 octombrie 1970). Familia Burroughs a fost o familie proeminentă a strămoșilor englezi în St. Louis, Missouri. Bunicul lui, William Seward Burroughs I, a înființat compania Burroughs Adding Machine, care a devenit ulterior Burroughs Corporation. Mama scriitorului, Laura Hammon Lee, a fost fiica unui ministru a cărui familie se presupune a fi legată de Robert E. Lee. Tatăl lui conducea un magazin cu antichități și cadouri în St. Louis apoi în Palm Beach, Florida. În copilărie a trăit în St. Louis pe strada Pershing Ave. Face școala la John Burroughs în St. Louis unde își publică și primul eseu numit "Personal Magnetism" care a fost tipărit în ziarul școlii respective. Au urmat cursurile școlii Los Alamos Ranch School în New Mexico care s-au dovedit a fi stresante pentru el. Burroughs a păstrat jurnale în care descrie atracțiile erotice pe care le-a avut pentru un alt băiat. Mai târziu distruge însă aceste scrieri fiind-ui rușine de conținutul lor din cauza contextului represiv în care a trăit "o familie în care afecțiunea era considerată rușinoasă", însă își păstrează orientarea sexuală când devine un cunoscut scriitor homosexual după publicarea romanului Prânzul dezgolit în 1959. Unii afirmă că ar fi fost exmatriculat din școala Los Alamos după ce ar fi luat chloral hydrate (cloralhidrat) în Santa Fe cu un coleg de-al lui. Însă după spusele lui a renunțat din proprie inițiativă "În timpul vacanței de pași în cel de-al doilea an mi-am convins familia să rămân în St. Louis".

### Harvard University
Termină liceul la Tayler School în St. Louis și în 1932 pleacă de acasă pentru a studia la Harvard. În timpul vacanțelor de vară lucrează ca reporter pentru St. Louis Post-Dispatch contribuind la ziarul poliției. Începe să urască munca și refuză să acopere mai multe evenimente cum ar fi moartea unui copil înecat. Își pierde virginitatea într-un bordel din St. Louis cu o prostituată pe care o vizita des. În timpul studiilor la Harvard, Burroughs face scurte călătorii la New York unde este introdus în subcultura gay locală și vizitează baruri de lesbiene, precum și Harlem și Greenwich Village unde intră în contact cu minoritățile de homosexuali împreună cu Richard Stern, un prieten bogat din Kansas. 
Termină studiile la Harvard în 1936 conform Ted Morgan Literary Outlaw.
Părinții lui după terminarea studiilor au decis să-i dea o rentă lunară de 200$ din câștigurile de la magazinul de antichități și cadouri Cobblestone Gardens o sumă destul de mare în acele vremuri. A fost îndeajuns să se întrețină și într-adevăr i-a asigurat supraviețuirea pentru următorii douăzeci și cinci de ani acești bani venind cu regularitate. Renta pe care o primea era un bilet către libertate care l-a lăsat să trăiască unde a vrut și să nu fie nevoie să se angajeze.
Părinții lui Burroughs au vândut drepturile de brevet ale invenției bunicului acestuia. La scurt timp după aceasta în 1929 bursa a căzut și au vândut toate acțiunile pentru 200,000$.

### Europa
După ce părăsește Harvard educația lui Burroughs s-a terminat exceptând scurtele flirturi ca student la antropologie la Harvard și student la medicină în Viena, Austria. Călătorește în Europa care s-a dovedit a fi o fereastră în era austro-ungară a homosexualității; agăța băieți în băile cu aburi în Viena și a urmat un ciclu de exiluri, homosexualitate și peregrinări. Acolo o întâlnește pe Ilse Klapper o femeie de origine evreiască care fugea de persecuțiile guvernului nazist. Cei doi nu s-au iubit însă Burroughs s-a căsătorit cu ea în Croația pentru a-i obține o viză pentru Statele Unite, în ciuda părinților lui. Ulterior ea s-a dus la New York și eventual a divorțat de Burroughs însă au rămas prieteni pentru mulți ani. După reîntoarcerea în U.S.A a avut un lung șir de slujbe neinteresante.

## Începutul mișcării Generația Beat
Burroughs a publicat pentru armata U.S devreme în 1942 la scurt timp după bombardarea Pearl Harbor care urmare a fost participarea Americii la cel de-Al Doilea Război Mondial. Când a fost clasificat pentru a se înrola în infanterie și nu a fost înrolat ofițer acesta a suferit o depresie pe care mama acestuia a recunoscut-o și după ce a fost consultat de un prieten de familie care era neurolog la un centru de tratament psihiatric, Burroughs a așteptat cinci luni ascuns la Jefferson Barrack în afara St. Louis până să fie considerat inapt și eliberat de orice serviciu militar. În tot acest timp a cunoscut un soldat din Chicago care de asemenea aștepta eliberarea și când Burroughs a fost eliberat de armată s-a mutat la Chicago unde a deținut o mulțime de slujbe incluzând una de deratizator. Când doi dintre prieteni lui din St. Louis, Lucien Carr, student la Universitatea din Chicago și David Kammerer, admiratorul homosexual al lui Carr au plecat spre New York, Burroughs s-a alăturat lor.

### Joan Vollmer
În 1944 Burroughs a început o relație cu Joan Vollmer Adams într-un apartament care era împărțit cu Jack Kerouac și Edie Parker, prima soție a lui Kerouac. Vollmer Adams a fost căsătorită cu un militar cu care a și avut o fiică, Julie Adams. Burroughs și Kerouac au intrat în probleme cu legea când nu au raportat la poliție crima lui Lucien Carr care l-a ucis pe David Kammerer. Acest incident i-a inspirat pe Burroughs și Kerouac să colaboreze la scrierea unui roman intitulat "And the Hippos Were Boiled in Their Tanks" terminat în 1945. Cei doi autori nu au reușit să-și publice cartea, dar manuscriptul a fost publicat probabil în noiembrie 2008 de Grove Press și Penguin Books.
În tot acest timp Burroughs a început să-și administreze morfină și în scurt timp a devenit dependent. Pentru a-și putea susține dependența de morfină vinde heroină în Greenwich Village.
Vollmer de asemenea a devenit dependentă însă de benzedrină, un derivat de amfetamină bine vândut la acel timp. După reîntoarcerea de pe front soțul ei a divorțat imediat de ea din cauza dependenței de droguri. Vollmer s-a recăsătorit legitim cu Burroughs însă acesta fost arestat la scurt timp pentru falsificarea unei rețete medicale și a primit sentința de arest la domiciliu în St. Louis în grija părinților lui. Dependența lui Vollmer a condus la o psihoză temporară care a solicitat internarea ei într-un spital pierzând astfel custodia fiicei sale. După ce Burroughs și-a terminat "arestul la domiciliu" în St. Louis el s-a reîntors la New York unde a eliberat-o pe Vollmer de la secția de psihiatrie a spitalului Bellevue și s-a mutat la o ferma în Texas împreună cu aceasta și fiica ei. În curând Vollmer rămâne gravidă cu copilul lui Burroughs. Fiul lor, William S. Burroughs junior s-a născut în 1947. În scurt timp familia s-a mutat în New Orleans în 1948.
Burroughs a fost arestat după ce poliția a căutat în casa acestuia și a găsit corespondența dintre acesta și Allen Ginsberg referitoare la o posibilă livrare de marihuana.

### Mexic și America de Sud
Burroughs a fugit în Mexic pentru a evita o posibilă detenție în închisoarea de stat Angola din Louisiana. Vollmer și copiii săi l-au urmat. Burroughs a plănuit șederea lui în Mexic pentru cel puțin cinci ani de zile, aceasta fiind durata limită a acuzațiilor care i se aduceau. În timpul petrecut în Mexic studiază cursuri de limba spaniolă, manuscrise mexicane și limba mayașă cu R. H. Barlow la Mexico City College.
În 1951, sub efectul alcoolului Burroughs își împușcă mortal soția într-un joc de-a William Tell. A petrecut 13 zile în închisoare până când fratele său a ajuns în Mexico City și i-a mituit pe avocați și juriști mexicani pentru a-l elibera pe Burroughs pe cauțiune în timp ce el aștepta sentința pentru omucidere din culpă. Fiica lui Vollmer , Julie Adams, a plecat să trăiască cu bunica ei în timp ce William S. Burroughs Jr. a crescut cu bunicii la St. Louis. Burroughs raporta în fiecare luni dimineață la închisoarea din Mexico City în timp ce avocatul lui se străduia să rezolve cazul. Potrivit spuselor lui James Grauerholz, doi martori au fost de acord să depună mărturie că arma s-a descărcat din greșeală în timp ce Burroughs o verifica dacă este încărcată, experți în balistică fiind mituiți să susțină această teorie. Cu toate acestea procesul a fost în continuare amânat iar Burroughs așteptându-și procesul a continuat să scrie ceea ce avea să devină mai târziu romanul Queer (Pederast). Oricum, când avocatul său a fugit din Mexic pentru a scăpa de propriile sale probleme cu legea acesta fiind implicat într-un accident de automobilistic și într-o altercație cu fiul unui înalt demnitar, Burroughs potrivit spuselor lui Ted Morgan a hotărât să se întoarcă în Statele Unite.
Deși Burroughs scria și înainte de a o împușca pe soția lui, Vollmer, acest eveniment îi marchează viața și întreaga operă argumentează biografii. 
După ce a părăsit Mexicul, Burroughs a peregrinat prin America de Sud căutând un drog numit yage care le promitea consumatorilor senzația de telepatie, acesta scriind și o carte compusă din corespondența dintre el și Ginsberg numită The Yage Letters publicată în 1963 de editura City Lights Books.

## Nașterea unui scriitor
Burroughs a declarat mai târziu că incidentul cu Vollmer a fost un eveniment fundamental care a inspirat operele lui:
“Sunt forțat în ciuda îngrozitoarei concluzii că niciodată nu aș fi devenit scriitor fără moartea lui Joan care m-a motivat și într-un fel mi-a formulat scrisul. Trăiesc cu o amenințare continuă de posedare  și o constantă nevoie de a scăpa de posedare, de a scăpa de manipulare. Așadar moartea lui Joan m-a adus în contact cu invadatorul, cu Spiritul Urât care m-a condus spre o lungă luptă cu viața în care nu aveam nici o scăpare decât să scriu ca să mă salvez.”
Deși a început să scrie în 1945, Burroughs și Kerouac au colaborat la scrierea romanului And the Hippos Were Boiled in Their Tanks bazat pe întâmplarea Carr\Kammerer, romanul rămânând nepublicat. Câțiva ani mai târziu Burroughs descrie, în documentarul What Happened to Kerouac, romanul respectiv ca nefiind o scriere distinsă. Un fragment din această carte în care Burroughs și Kerouac au scris alternativ capitole a fost în final publicată, după ce acesta moare în 1997, de către biografistul lui în Word Virus un compendiu al scrierilor lui William Burroughs.
Înainte de moartea lui Vollmer, Burroughs a terminat de scris primele lui două romane în timpul șederii în Mexic deși Queer (Pederast) nu a fost publicat decât în 1985. Junkie a fost scris la îndemnul lui Allan Ginsberg care a fost principalul element în publicarea romanului. Editura Ace Books a publicat romanul în 1953 sub pseudonimul William Lee redenumind-o Junkie: Confesiunile unui dependent de opiu (mai târziu a fost republicată ca și Junky).

### Prânzul dezgolit
Începând cu 1953 Buroughs începe să aibă probleme. Din cauza certurilor cu legea nu putea trăi în preajma orașelor spre care era înclinat astfel că petrece un timp cu părinții lui în Palm Beach, Florida, și în New York cu Allan Ginsberg. Când Ginsberg îi refuză avansurile amoroase, Burroughs pleacă într-o  vacanță finanțată de suportul continuu al părinților la Roma să se întâlnească cu Alan Ansen. Când își dă seama că Roma și compania lui Ansen sunt îngrozitoare, inspirat de ficțiunea lui Paul Bowles se decide să se îndrepte spre Tanger în Maroc. Ajuns acolo, într-o casă deținută de un proxenet de homosexuali pentru turiști americani și englezi, închiriază o cameră unde începe să scrie o sumedenie de pagini în care se referă personal la Interzone. Burroughs a trăit în Tanger vreme de mai multe luni înainte de a se întoarce în Statele Unite unde primește numeroase jigniri – Ginsberg era în California dar refuză să îl vadă, A. A. Wyn, editorul romanului Junkie, era indisponibil, iar părinții îl amenințau că îi suspendă renta. Toate acestea îl îndrumă înapoi în Tanger, un loc unde părinții erau nevoiți să-i plătească în continuare renta lunară și un loc unde drogurile erau disponibile aproape pe gratis. A plecat din nou spre Tanger în noiembrie 1954 și a petrecut următorii patru ani acolo scriind ficțiune care avea să devină mai târziu Prânzul dezgolit și tentative de a scrie articole comerciale despre Tanger. A trimis lui Ginsberg, agentul literar pentru Junkie, tot ce a scris în Maroc dar nici una din aceste scrieri nu a fost publicată până în 1989 când Interzone, o colecție de povestiri scurte, a fost publicată. Sub puternica influență a dulciurilor cu marihuana cunoscute sub numele de majoun și eukodol un opioid de origine germană s-a apucat de scris. Eventual, Ginsberg și Kerouac care au călătorit la Tanger în 1957, l-au ajutat pe Burroughs să tipărească, editeze și să aranjeze pe cât posibil aceste episoade în romanul Prânzul dezgolit.
Dacă Junkie și Queer (Pederast) aveau un stil convențional și liniar, Prânzul dezgolit a fost prima încercare în stilul non-liniar. După publicarea romanului Prânzul dezgolit, o creație care într-o anumită măsură era rezultatul unor serii de întâmplări, Burroughs îi dezvăluie lui Brion Gysin tehnica cut-up în timp ce se afla la hotelul Beat în Paris septembrie 1959. El a început să felieze fraze și cuvinte pentru a crea noi propoziții. La hotelul Beat, Burroughs descoperă o poartă principală în pânzele lui Gysin: Nu cred că am văzut pictură, până când nu am văzut picturile lui Brion Gysin. Cei doi au pus bazele unei lungi prietenii în care interesul era stârnit de lucrări de artă și tehnici cut-up. Deși nu este considerată science fiction, cartea se pare că prevedea cu înfricoșătoare precizie fenomene ulterioare precum SIDA, liposucția, fatalități auto-erotice, și o epidemie a drogurilor.
În 1981, după mulți ani de peregrinări și auto-exil, Burroughs s-a stabilit în Lawrence, Kansas, unde a trăit pentru restul vieții sale.
În 1984, a semnat un contract cu Viking Press pentru șapte cărți ce urmau a fi scrise și publicate de cunoscuta editură.

### Romane și nuvele
- And the Hippos Were Boiled in Their Tanks
- Junkie
- Queer
  - ro.: Pederast
- Naked Lunch
  - ro.: Prânzul dezgolit
- The Soft Machine
- The Ticket That Exploded
- Dead Fingers Talk
- Nova Express
- The Last Words of Dutch Schultz
- The Wild Boys
- Port of Saints
- Blade Runner (a movie)
- Cities of the Red Night
  - ro.: Orașele nopții purpurii
- Ghost of Chance
- The Place of Dead Roads
- The Western Lands
- My Education: A Book of Dreams
- The Cat Inside

### Culegeri de povestiri
- Interzone
- Exterminator!
- Ah Pook Is Here
- Tornado Alley
- The Burroughs File
- The Third Mind